# Capilla de La Dormida

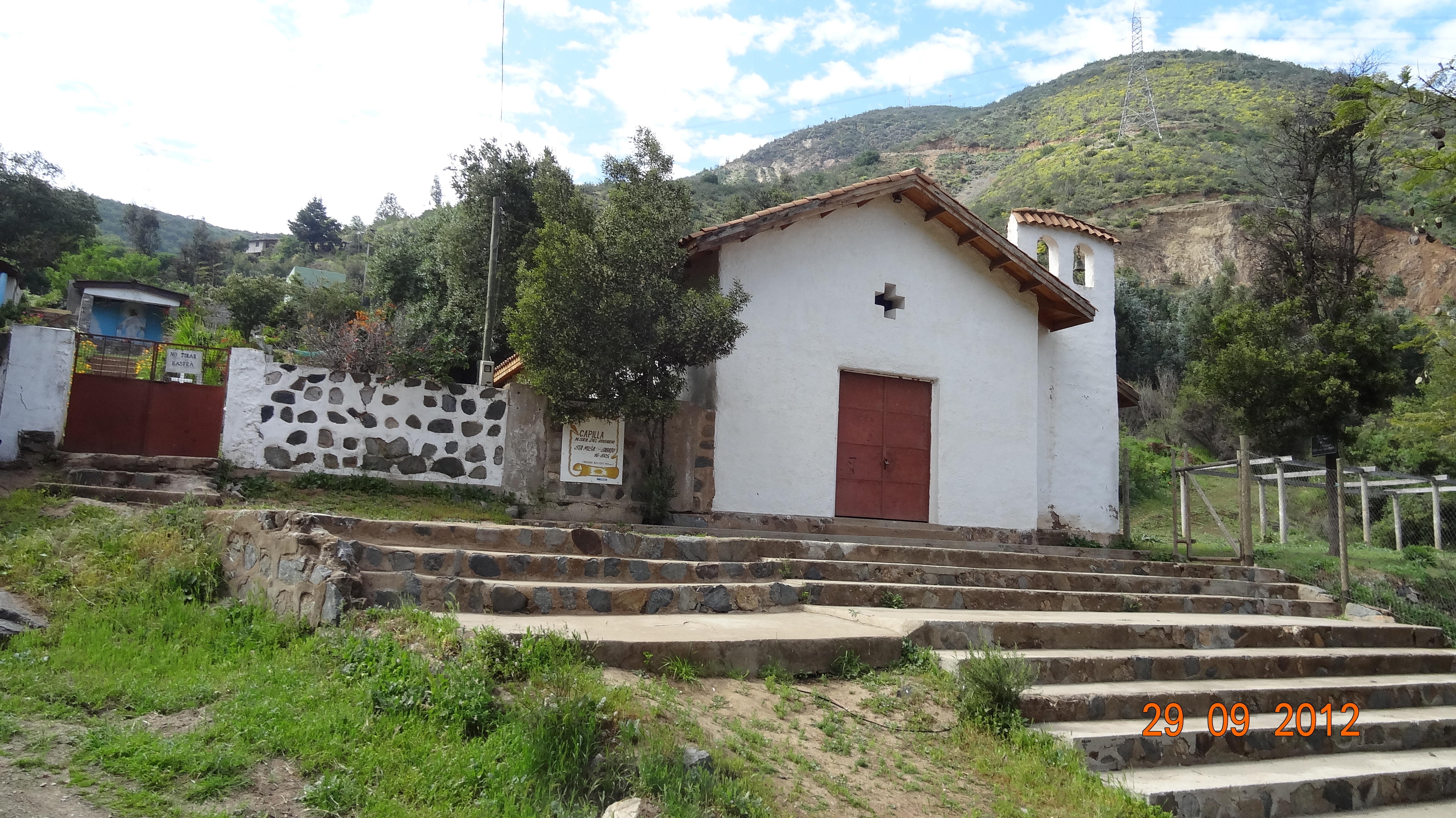
Vista de la fachada de la Capilla de La Dormida, y sus graderías.

La Capilla de La Dormida es un templo católico ubicado en la Cuesta La Dormida, comuna de Olmué, Región de Valparaíso, Chile. Fundada por Pedro de Valdivia como parada obligada de la ruta principal que unía a Santiago con Valparaíso, su construcción actual data del año 1645. En conjunto con sus graderías y el cementerio adyacente fue declarada Monumento Nacional de Chile, en la categoría de Monumento Histórico, mediante el Decreto Supremo N.º 20, del 4 de enero de 1989.

## Historia
Deseoso de conocer novedades de Juan Bautista Pastene, el conquistador Pedro de Valdivia viajó desde Santiago hacia la aldea de Tiltil, en donde, con la compañía de varios de sus oficiales, cruzó la cordillera de la Costa para así alcanzar la ruta más corta hacia el mar. Esta comitiva pasó la noche en terrenos donde se encuentra la capilla, nombrando al sector La Dormida. La capilla fue fundada por Pedro de Valdivia en febrero de 1541, siendo parada obligada para quienes realizaban la ruta entre la capital y el océano Pacífico.
Este camino, denominado Camino Real de La Dormida y que demoraba dos días en realizarse, se transformó en la ruta principal que unía Santiago con el puerto de Valparaíso, así como también con los lavaderos de oro del Marga Marga. También fue utilizada para intercambiar recursos mineros del Norte Chico y agrícolas de la zona centro. En el año 1795, el gobernador Ambrosio O'Higgins abrió una nueva ruta hacia Valparaíso, por el valle de Casablanca, quedando desplazada la ruta por La Dormida.
La Capilla de La Dormida fue construida en el año 1645. Luego del terremoto de 2010 la capilla resultó con su fachada dañada, por lo que se realizó un proyecto para conocer el estado de conservación del templo, realizado por docentes y alumnos de DuocUC.

## Descripción
La capilla se ubica a 17 kilómetros al oeste de la ciudad de Olmué, a los pies de la Cuesta La Dormida. Cuenta con gruesos muros hechos de adobe, cerchas hechas en madera, y con sus cimientos en piedra.